# Пракатень, Анна Витальевна
Анна Витальевна Пракатень (в девичестве — Сычёва; род. 6 сентября 1992, Минск) — узбекистанская гребчиха, ранее выступавшая за Белоруссию (до 2016 года) и Россию (2017—2022). Серебряный призёр Олимпийских игр 2020 года, чемпионка Европы 2021 года, чемпионка Азиатских игр 2022 года. Заслуженный мастер спорта России (2021).

## Биография
Родилась в 1992 году в Минске. Во время обучения в школе была замечена тренером, который отбирал высоких учениц для занятий академической греблей. Вскоре перешла в детско-юношескую школу олимпийского резерва по водным видам спорта в городе Минске. Известными выпускниками СДЮШОР являлись Екатерина Карстен, Ольга Березнёва, Алина Пильгун-Махнева, Марина Кузьмар, Ирина Грибко, Вадим Махнёв, Александр Волчецкий, Константин Щербак и другие. После окончания училища поступила в Белорусский государственный университет физической культуры, который окончила в 2014 году.
В 2010 году заняла шестое место на молодёжном чемпионате мира в Бресте, В этом же году в составе сборной Белоруссии приняла участие в юниором чемпионате мира в городе Рачице (Чехия) на котором в составе четвёрки завоевала бронзовую награду. На молодёжных чемпионатах мира занимала 6-е место (2011), 5-е (2012, 2014), 7-е (2013), на чемпионате Европы — 7-е (2014), 6-е (2015) и 8-е (2016).
Представляла на международной арене Белоруссию до 2016 года.
В 2017 году переехала в Санкт-Петербург и стала заниматься в школе высшего спортивного мастерства по водным видам спорта имени Юрия Тюкалова. Новым тренером спортсменки стал Андрей Костыгов. В 2019 году выиграла на чемпионате и первенстве России по гребле-индор. С 2019 года в составе сборной России. В ноябре 2019 года выиграла чемпионат мира по прибрежной гребле в Гонконге.
В 2020 году выиграла серебро чемпионата России по гребному спорту в Казани.
В 2021 году стала чемпионкой Европы, выиграв заезд среди одиночек в итальянском Варезе. В этом же году завоевала серебряную медаль на Олимпийских играх в Токио в той же дисциплине.
В апреле 2023 года стало известно, что Анна Пракатень планирует снова сменить спортивное гражданство. В мае того же года Международная федерация гребного спорта одобрила её переход в сборную Узбекистана. В сентябре 2023 года выиграла золото в одиночках на Азиатских играх в Ханчжоу.

## Личная жизнь
В 2011 году вышла замуж и взяла фамилию супруга — Пракатень. В дальнейшем развелась, но сохранила фамилию, которую носила в браке.

## Награды
- Медаль ордена «За заслуги перед Отечеством» I степени (11 августа 2021 года) — за большой вклад в развитие отечественного спорта, высокие спортивные достижения, волю к победе, стойкость и целеустремленность, проявленные на Играх XXXII Олимпиады 2020 года в городе Токио (Япония)[7].
- Медаль «За укрепление боевого содружества» (14 августа 2021)[8][9]